# Portrait de Mary Nisbet
Le Portrait de Mary Nisbet est un portrait peint en 1803 par l'artiste français François Gérard représentant Mary Nisbet, alors comtesse d'Elgin,. 

## Histoire
Le portrait a probablement été réalisé à Paris après que son mari, Lord Elgin, a été détenu par les autorités françaises à la suite de la paix d'Amiens et au déclenchement des guerres napoléoniennes. Elle intercéda en faveur de son mari auprès de Napoléon, obtenant sa libération conditionnelle. Elle l'avait déjà accompagné lors de son mandat d'ambassadeur britannique auprès de l'Empire ottoman, lorsqu'il avait acquis les marbres d'Elgin. Ils divorcèrent en 1808 lorsqu'il l'accusa d'adultère avec Robert Ferguson, qu'elle épousa ensuite.
Le tableau fait partie de la collection de la Scottish National Gallery d'Édimbourg, qui l'a acquis en 1921.